# Philipp Sattler (Diplomat)
Philipp Sattler, auch Sadler, geadelt als Sadler von Salnecke (* 2. Dezember 1594 in Scheinfeld; † 20. September 1641 in Stockholm) war ein schwedischer Diplomat, Offizier und Kriegsrat während des Dreißigjährigen Krieges.

## Leben
Philipp Sattler war ein Sohn des Zimprecht Sattler, Syndikus der Stadt Kempten, seine Mutter Barbara Lützelmann entstammte ein Basler Adelsfamilie. Er studierte ab 1610 an der Universität Tübingen. Nach drei Jahren ging er auf Reisen. 
In Prag trat er 1618 als Reiter unter Kapitän Ehrenfried von Berbisdorf in das Leibregiment des Grafen Heinrich Matthias von Thurn und zeigte bereits diplomatisches Geschick. 1620 wurde er Sekretär des jungen Grafen Franz Bernhard von Thurn. Nach der Niederlage in der Schlacht am Weißen Berg rettete er den Grafen und dessen Familie nach Schlesien. 1624 trat er in den Dienst des schwedischen Königs Gustav II. Adolf, der ihn im diplomatischen Dienst verwendete. Für die erfolgreichen Verhandlungen zur Übergabe von Pillau an die Schweden erhielt er 1626 das Gut Salnecke bei Uppsala.
Während der Belagerung von Stralsund 1628 war er Vertreter Schwedens in der Stadt. Er schloss den Bündnisvertrag zwischen Stralsund und Schweden. 1629 suchte er in diplomatischer Mission die protestantischen Kreise in Deutschland, Frankreich, den Niederlanden und der Schweiz auf. 1630 erstattete er in Stockholm Bericht über seine Verhandlungen. Nach der Besetzung Pommerns durch die Schweden erhielt er für seine Dienste das Amt Torgelow als Pfandbesitz.
1633 übernahm er als Oberst das Reiterregiment des erkrankten Wilhelm von Goldstein. Hauptsächlich ging er jedoch seinen diplomatischen Verpflichtungen nach. Er begleitete Axel Oxenstierna zum Heilbronner Konvent und zum Consilium formatum nach Frankfurt am Main. Um sein Regiment konnte er sich daher wenig kümmern. Es wurde im Juli 1633 auf Befehl des Herzogs Bernhard von Sachsen-Weimar dem Reiterkorps Taupadel eingegliedert. Bald nach der Schlacht bei Nördlingen, an der er mit seinem Regiment teilgenommen hatte, wurde dieses aufgelöst. Der Herzog ernannte ihn zum Kriegsrat der fränkischen Armee. 
1636 wurde er Kriegsrat unter Feldmarschall Hermann Wrangel in Pommern. 1639 wurde er durch Königin Christina nach Schweden berufen, die ihn 1640 in den schwedischen Adelsstand erhob.  In Stockholm starb er 1641 nach kurzer Krankheit.